# Ilia Iejov
Pour les articles homonymes, voir Iejov.
Ilia Igorevitch Iejov - en russe : Илья Игоревич Ежов, et en anglais : Ilya Yezhov - (né le 12 janvier 1987 à Krasnodar en République socialiste fédérative soviétique de Russie) est un joueur professionnel russe de hockey sur glace. Il évolue au poste de gardien de but.

## Biographie

### Carrière junior au Canada
Il arrive au Canada à l'âge de dix ans. Il est formé au Québec où il apprend le français. En 2004, il est sélectionné par les Cataractes de Shawinigan. Il ne dispute aucune partie avec les Cataractes et passe la saison avec les Hawks de Hawkesbury, évoluant au sein de la Ligue canadienne de hockey junior. Les Hawks remportent la Coupe Bogart récompensant le vainqueur de la Ligue centrale de hockey junior A puis la Coupe Fred Page. Ils participent à la coupe de la Banque royale où ils se classent quatrièmes. Iejov ne dispute aucun match, étant la doublure de Mitch O'Keefe. Il débute dans la Ligue de hockey junior majeur du Québec avec les Fog Devils de Saint-Jean en 2005. Les Fog Devils l'ont sélectionné au quatrième tour, en huitième position lors de sélection d'expansion 2005. Deux ans plus tard, il porte les couleurs des Mustangs de Melfort dans la Ligue de hockey junior de la Saskatchewan.

### Débuts professionnels en Russie
Il passe professionnel en 2008 avec le HK VMF Saint-Pétersbourg dans la Vyschaïa Liga, la deuxième division russe. Il est le gardien titulaire de l'équipe qui se classe dixième de la zone Ouest. Il dispute quarante-sept matchs. L'équipe ne se qualifie pas pour les séries éliminatoires de la Coupe Bratine.
La saison suivante, le HK VMF termine septième de la zone Ouest. Il joue vingt-huit des cinquante-quatre matchs de saison régulière. En seizième de finale des séries éliminatoires, le club est éliminé en trois matchs secs par l'Ariada-Akpars Voljsk.
En 2010, la Vyschaïa Liga est renommée Vyschaïa Hokkeïnaïa Liga (VHL). Elle est organisée par la KHL. Le HK VMF, emmené par son meilleur pointeur Anton Koroliov, termine quatrième de la conférence Ouest. En huitième de finale, l'équipe élimine les Krylia Sovetov en cinq parties. Au tour suivant, elle est sortie par le Dizel Penza en trois matchs.

### Découverte de la KHL
En 2010-2011, il découvre la KHL avec le SKA Saint-Pétersbourg entraîné par Miloš Říha. Il est la doublure de Jakub Štěpánek. Le troisième gardien de l'équipe est l'expérimenté Maksim Sokolov. Le 3 octobre 2011, il dispute son premier match comme titulaire. Le SKA l'emporte 2-1 en fusillade face au Dinamo Riga. Iejov est désigné meilleur joueur de son équipe. Deux jours plus tard, en dépit d'une défaite 2-1 face au OHK Dinamo, il est à nouveau désigné comme le meilleur joueur du SKA. Štěpánek, meilleur gardien de la KHL lors du mois de septembre, est malade ce qui permet à Iejov de jouer dix matchs consécutifs. Il est appelé pour participer à Coupe de Polésie, manche de l'Euro Ice Hockey Challenge avec l'équipe de Russie B. Il est remplaçant d'Ivan Kassoutine lors du premier match au cours duquel son équipe s'impose 5-0 face au Danemark. Le lendemain, le 11 novembre 2011, il est titularisé pour la première fois lors d'un match contre la Biélorussie et remporté 4-1. Avec la deuxième équipe russe, il participe à un match amical le 13 décembre face à l'Allemagne perdu 4-3 aux tirs au but. Le 9 janvier 2012, il s'offre son premier blanchissage face au Vitiaz Tchekhov au cours d'une victoire 7-0. En raison de la concurrence du gardien tchèque, Iejov joue peu de matchs. Il poursuit son apprentissage en travaillant avec l'entraîneur des gardiens le Finlandais Jussi Parkkila. Il s'illustre en étant nommé meilleur joueur de son équipe le 24 janvier lorsque le SKA, qui possède le meilleur bilan de la ligue, s'impose 5-1 lors du choc face à l'OHK Dinamo, deuxième de la conférence Ouest. 
En février, il est l'un des trois gardiens avec Konstantin Barouline et Mikhaïl Birioukov appelé par le sélectionneur national Zinetoula Bilialetdinov pour participer avec la Russie aux Oddset Hockey Games, manche de l'Euro Hockey Tour. Barouline forfait sur blessure, Iejov est la doublure de Birioukov lors de la victoire 2-0 face à la Finlande le 9 février 2012 disputée en extérieur au Stade olympique d'Helsinki. Le 11 février, il honore sa première titularisation internationale face à la Suède. La Sbornaïa s'incline 4-1, Iejov encaissant quatre buts en quarante lancers.

### Retour en Amérique du Nord
Le 18 septembre 2024, il rejoint les Pétroliers de Laval dans la Ligue nord-américaine de hockey.

## Trophées et honneurs personnels

### Ligue de hockey junior de la Saskatchewan
- 2008 : participe au Match des étoiles avec la conférence Itech.
- 2008 : nommé meilleur joueur.
- 2008 : nommé dans l'équipe type.

### Ligue continentale de hockey
- 2017-2018 : participe au match des étoiles.

## Statistiques

### En club
| Saison    | Équipe                   | Ligue         |    | Saison régulière | Saison régulière | Saison régulière | Saison régulière | Saison régulière | Saison régulière | Saison régulière | Saison régulière | Saison régulière | Saison régulière |   | Séries éliminatoires | Séries éliminatoires | Séries éliminatoires | Séries éliminatoires | Séries éliminatoires | Séries éliminatoires | Séries éliminatoires | Séries éliminatoires | Séries éliminatoires |
| Saison    | Équipe                   | Ligue         | PJ | V                | D                | Pr/N             | Min              | BC               | Moy              | % Arr            | Bl               | Pun              | PJ               | V | D                    | Min                  | BC                   | Moy                  | % Arr                | Bl                   | Pun                  |                      |                      |
| 2000-2001 | Maroons de Montréal      | Pee Wee AA    | 30 | 15               | 13               | 2                | 703              | 38               | 2,16             |                  | 4                |                  |                  |   |                      |                      |                      |                      |                      |                      |                      |                      |                      |
| 2004-2005 | Hawks de Hawkesbury      | LCHJA         | 30 | 10               | 15               | 1                | 1 623            | 96               | 3,55             | 88,4             | 1                | 0                | -                | - | -                    | -                    | -                    | -                    | -                    | -                    | -                    |                      |                      |
| 2005-2006 | Fog Devils de Saint-Jean | LHJMQ         | 39 | 16               | 17               | 0                | 1 928            | 132              | 4,11             | 88,6             | 0                |                  | 1                | 0 | 0                    | 15                   | 1                    | 3,93                 | 50,0                 | 0                    |                      |                      |                      |
| 2006-2007 | Fog Devils de Saint-Jean | LHJMQ         | 52 | 22               | 28               | 0                | 2 908            | 201              | 4,15             | 87,6             | 1                |                  | 3                | 0 | 2                    | 154                  | 11                   | 4,28                 | 89,3                 | 0                    |                      |                      |                      |
| 2007-2008 | Mustangs de Melfort      | LHJS          | 44 |                  |                  |                  | 2 392            | 80               | 2,01             | 92,5             | 4                |                  |                  |   |                      |                      |                      |                      |                      |                      |                      |                      |                      |
| 2008-2009 | HK VMF Saint-Pétersbourg | Vyschaïa Liga | 45 |                  |                  |                  |                  |                  | 3,01             |                  |                  |                  |                  |   |                      |                      |                      |                      |                      |                      |                      |                      |                      |
| 2009-2010 | HK VMF Saint-Pétersbourg | Vyschaïa Liga | 28 |                  |                  |                  |                  |                  | 2,12             | 91,5             |                  |                  | 2                |   |                      |                      |                      | 2,35                 | 84,3                 |                      |                      |                      |                      |
| 2010-2011 | HK VMF Saint-Pétersbourg | VHL           | 49 | 22               | 20               | 7                | 2 972            | 119              | 2,40             | 92,2             | 3                |                  | 5                | 3 | 2                    | 298                  | 12                   | 2,41                 | 93,4                 | 1                    |                      |                      |                      |
| 2011-2012 | SKA Saint-Pétersbourg    | KHL           | 22 | 12               | 3                | 5                | 547              | 44               | 2,26             | 92               | 1                |                  | 3                | 1 | 1                    | 69                   | 6                    | 2,26                 | 91,3                 | 0                    |                      |                      |                      |
| 2012-2013 | SKA Saint-Pétersbourg    | KHL           | 21 | 15               | 5                | 1                | 1 237            | 46               | 2,23             | 92               | 2                | 0                | 11               |   |                      |                      |                      |                      |                      |                      | 2                    |                      |                      |
| 2013-2014 | SKA Saint-Pétersbourg    | KHL           | 18 | 12               | 3                | 2                | 1 069            | 34               | 1,91             | 93               | 2                | 0                | -                | - | -                    | -                    | -                    | -                    | -                    | -                    | -                    |                      |                      |
| 2014-2015 | SKA Saint-Pétersbourg    | KHL           | 2  | 1                | 1                | 0                | 118              | 2                | 1,02             | 96,3             | 0                | 0                | -                | - | -                    | -                    | -                    | -                    | -                    | -                    | -                    |                      |                      |
| 2014-2015 | Lada Togliatti           | KHL           | 33 | 11               | 19               | 3                | 1 943            | 76               | 2,35             | 92,9             | 2                | 4                | -                | - | -                    | -                    | -                    | -                    | -                    | -                    | -                    |                      |                      |
| 2015-2016 | SKA Saint-Pétersbourg    | KHL           | 16 | 7                | 5                | 3                | 806              | 29               | 2,16             | 92,6             | 0                | 2                | -                | - | -                    | -                    | -                    | -                    | -                    | -                    | -                    |                      |                      |
| 2016-2017 | Lada Togliatti           | KHL           | 50 | 14               | 27               | 7                | 2 919            | 127              | 2,61             | 91,9             | 3                | 2                | -                | - | -                    | -                    | -                    | -                    | -                    | -                    | -                    |                      |                      |
| 2017-2018 | Neftekhimik Nijnekamsk   | KHL           | 50 | 23               | 18               | 5                | 2 784            | 101              | 2,18             | 93               | 7                | 20               | 4                |   |                      |                      |                      |                      |                      |                      | 0                    |                      |                      |
| 2018-2019 | Neftekhimik Nijnekamsk   | KHL           | 50 | 19               | 27               | 3                | 2 819            | 114              | 2,43             | 91,1             | 1                | 20               | -                | - | -                    | -                    | -                    | -                    | -                    | -                    | -                    |                      |                      |
| 2019-2020 | HK Vitiaz                | KHL           | 44 | 14               | 20               | 9                | 2 438            | 104              | 2,56             | 92,1             | 2                | 41               | 4                | 0 | 2                    | 225                  | 15                   | 3,99                 | 88,7                 | 0                    | 0                    |                      |                      |
| 2020-2021 | HK Vitiaz                | KHL           | 38 | 13               | 16               | 6                |                  |                  | 2,79             | 91,3             | 3                |                  | -                | - | -                    | -                    | -                    | -                    | -                    | -                    | -                    |                      |                      |
| 2021-2022 | HK Vitiaz                | KHL           | 32 | 6                | 16               | 6                |                  |                  | 2,76             | 91,3             | 1                |                  | -                | - | -                    | -                    | -                    | -                    | -                    | -                    | -                    |                      |                      |
| 2022-2023 | Salavat Ioulaïev Oufa    | KHL           | 44 | 22               | 10               | 9                |                  |                  | 1,96             | 92,9             | 4                |                  | 6                | 2 | 4                    |                      |                      | 2,14                 | 92,4                 | 1                    |                      |                      |                      |

### En équipe nationale
| Année | Compétition      |   | PJ | V | D  | Min | BC   | Moy  | % Arr | Bl | Pun            |  | Résultat |
| 2011  | Coupe de Polésie | 1 | 1  | 0 | 60 | 0   | 1,00 | 96,8 | 1     | 0  | Première place |  |          |